# Château de Broich
Ne doit pas être confondu avec Château Broich.
Le château de Broich appelé aussi château de Broeck  est un château  classé situé à Montzen dans la commune de Plombières au nord de la province de Liège (Belgique). La chapelle du château est également classée.

## Localisation
Le château est situé rue du Château de Broich à environ 1 500 m à l'ouest du centre de la localité de Montzen. Il se situe à environ 650 m à vol d'oiseau au nord du château de Streversdorp.

## Histoire
Le château fut la propriété de la prévôté de Notre-Dame d'Aix-la-Chapelle et abritait la cour foncière de Broeck mais l'époque de la construction initiale n'est pas connue. Propriété de la famille van der Heyden  dit Belderbusch du XVIe siècle à 1699, il est acquis cette année-là par la famille de Harcking avant d’être acheté, à la fin du XVIIIe siècle par Charles-Henri de Broich, qui lui donne son nom actuel. L'édifice reste dans cette famille jusqu'en 1913. Le château a subi d'importantes transformations au cours du XVIIe siècle.

## Description

### Le château
Encore entouré aux deux tiers de douves (comblées dans leur partie orientale), le château résultant d'un agglomérat de quatre bâtiments est érigé en moellons de pierre calcaire et de grès sur un plan asymétrique complexe de deux niveaux (un étage) et de trois niveaux aux pignons. Le soubassement est percé de meurtrières. La façade avant se compose d’une large travée comprenant la porte d'entrée avec imposte surmontée d’un fronton triangulaire percé d'un oculus. Les ailes ouest et est se placent en fort ressaut de cette travée d’entrée. Sur la façade arrière, la partie centrale composée de trois travées est aussi surmontée d'un fronton triangulaire avec oculus. Cette partie centrale est ici en léger ressaut par rapport aux ailes.
Le château et l'ensemble formé par ce château et les terrains qui l'entourent sont repris sur la liste du patrimoine immobilier classé de Plombières depuis le 23 mai 1972.

### La chapelle castrale
Situé non loin du château, au sud des douves, ce sanctuaire de dimension modeste avec un chevet à trois pans coupés est bâti au début du XVIIIe siècle en briques et pierres calcaires sous une toiture pentue comprenant un mince clocheton surmonté d’une croix en fer forgé. On y accède par une porte cintrée flanquée de deux petites fenêtres carrées. 
La chapelle du château (façades et toiture) est reprise sur la liste du patrimoine immobilier classé de Plombières depuis le 22 octobre 1984.

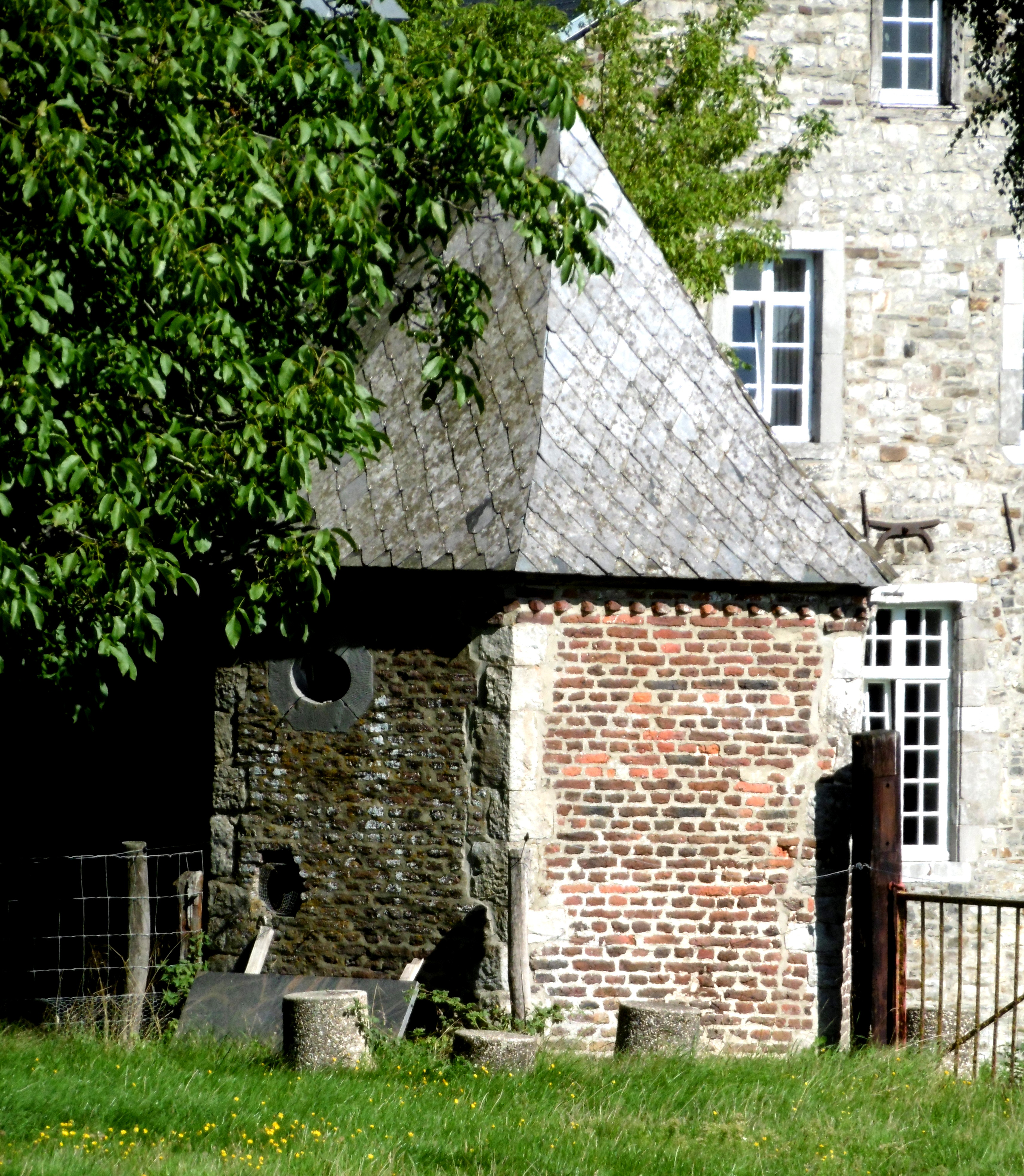
Vue arrière de la chapelle du château de Broich